# 白臀啸鹟
白臀啸鹟（学名：Pachycephala homeyeri），是啸鹟科啸鹟属的一种，分布于马来西亚和菲律宾。该物种的保护状况被评为无危。
白臀啸鹟的平均体重约为26.0克。栖息地包括亚热带或热带的湿润低地林和亚热带或热带的湿润山地林。